# Campeonato Nacional de Cuba 1966
El Campeonato Nacional de Cuba 1966 fue la 53 edición del Campeonato Nacional de Fútbol de Cuba. Comenzó el 20 de noviembre y finalizó el 11 de diciembre.

## Formato
Los doce participantes fueron divididos en dos grupos de seis equipos cada uno; todos juegan bajo un sistema de liga, es decir, todos contra todos a visita recíproca; con un criterio de puntuación que otorga:
- 2 puntos por victoria
- 1 punto por empate
- 0 puntos por derrota.

Los criterios de desempate para definir todas las posiciones serían la diferencia de goles entre tantos anotados y los recibidos. Clasifican a la disputa de la ronda final por el título, el primer y segundo lugar de cada grupo.
Los equipos clasificados juegan una cuadrangular y el ganador es el campeón del certamen. De haber empate de puntos en el primer lugar, se jugará un partido de desempate y si terminase en empate, se alargará a tiempos extras y eventualmente tiros desde el punto penal, hasta que se produjera el ganador.

## Grupo A
| Pos. | Equipo     | Pts. | PJ | G | E | P | GF | GC | Dif. | Clasificación |
| ---- | ---------- | ---- | -- | - | - | - | -- | -- | ---- | ------------- |
| 1    | La Habana  | 9    | 5  | 4 | 1 | 0 | 15 | 3  | +12  | Ronda final   |
| 2    | Oriente    | 7    | 5  | 3 | 1 | 1 | 16 | 9  | +7   | Ronda final   |
| 3    | Azucareros | 5    | 5  | 1 | 3 | 1 | 8  | 7  | +1   |               |
| 4    | Matanzas   | 5    | 5  | 2 | 1 | 2 | 11 | 15 | −4   |               |
| 5    | Granjeros  | 4    | 5  | 1 | 2 | 2 | 16 | 15 | +1   |               |
| 6    | Vegueros   | 0    | 5  | 0 | 0 | 5 | 8  | 25 | −17  |               |

 Fuente: RSSSF

## Grupo B
| Pos. | Equipo        | Pts. | PJ | G | E | P | GF | GC | Dif. | Clasificación |
| ---- | ------------- | ---- | -- | - | - | - | -- | -- | ---- | ------------- |
| 1    | Camagüey      | 9    | 5  | 4 | 1 | 0 | 21 | 0  | +21  | Ronda final   |
| 2    | Industriales  | 9    | 5  | 4 | 1 | 0 | 13 | 0  | +13  | Ronda final   |
| 3    | Las Villas    | 6    | 5  | 3 | 0 | 2 | 24 | 8  | +16  |               |
| 4    | Mineros       | 4    | 5  | 2 | 0 | 3 | 10 | 11 | −1   |               |
| 5    | Pinar del Río | 2    | 5  | 1 | 0 | 4 | 5  | 25 | −20  |               |
| 6    | Henequeros    | 0    | 5  | 0 | 0 | 5 | 2  | 31 | −29  |               |

 Fuente: RSSSF

## Ronda final
| Pos. | Equipo       | Pts. | PJ | G | E | P | GF | GC | Dif. | Clasificación |
| ---- | ------------ | ---- | -- | - | - | - | -- | -- | ---- | ------------- |
| 1    | La Habana    | 5    | 3  | 2 | 1 | 0 | 5  | 2  | +3   | Desempate     |
| 2    | Industriales | 5    | 3  | 2 | 1 | 0 | 3  | 1  | +2   | Desempate     |
| 3    | Camagüey     | 2    | 3  | 1 | 0 | 2 | 1  | 3  | −2   |               |
| 4    | Oriente      | 0    | 3  | 0 | 0 | 3 | 3  | 6  | −3   |               |

 Fuente: RSSSF

### Desempate
| Equipo 1             | Resultado | Equipo 2     | Fecha           |
| -------------------- | --------- | ------------ | --------------- |
| La Habana            | 1 - 0     | Industriales | 11 de diciembre |
| La Habana es campeón |           |              |                 |

|                                       |
| Bandera de Cuba                       |
| Campeón invicto La Habana 3.er título |